# 10972 Мербольд
10972 Мербольд (10972 Merbold) — астероїд головного поясу, відкритий 29 вересня 1973 року.
Тіссеранів параметр щодо Юпітера — 3,490.